# أكرض نآيت وامني (أساكا)
أكرض نآيت وامني هو دُوَّار يقع بجماعة إضمين، عمالة أكادير إدا وتنان، جهة سوس ماسة في المملكة المغربية. ينتمي الدوّار لمشيخة أساكا التي تضم 3 دواوير. يقدر عدد سكانه بـ 35 نسمة حسب الإحصاء الرسمي للسكان والسكنى لسنة 2004.

## روابط خارجية
- البوابة الوطنية للجماعات الترابية
- المندوبية السامية للتخطيط